# Knardijk

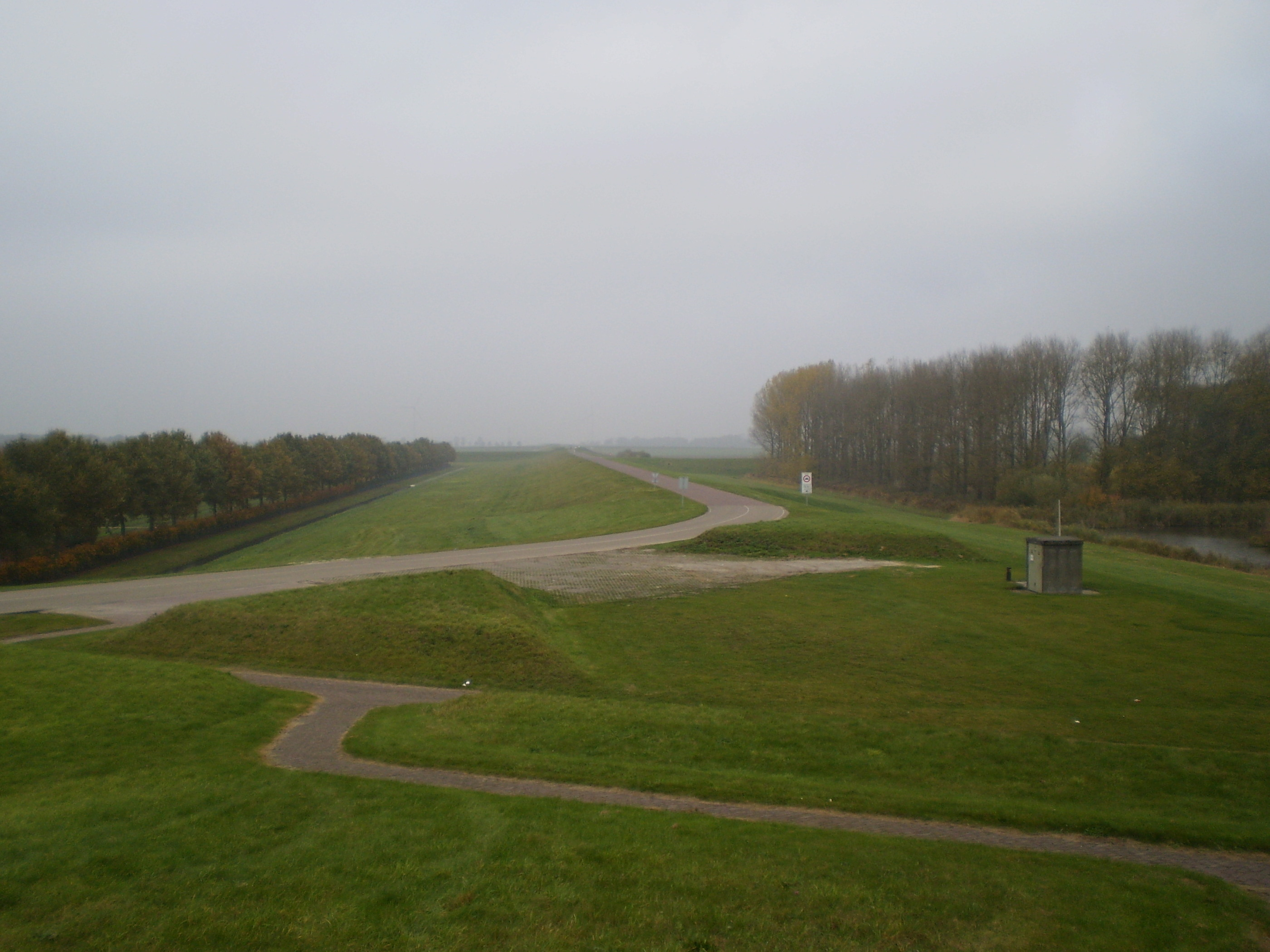
La Knardijk vue du lac de Wolderwijd.

La Knardijk est une digue qui coupe le flevopolder en deux, aux Pays-Bas.
Elle marque aujourd’hui la limite entre l'Oostelijk Flevoland et le Zuidelijk Flevoland. Le premier a été asséché en 1957. La Knardijk servait alors de séparation entre la terre et l'eau.
Après 1968 le Flevopolder est complet avec l'assèchement du Zuidelijk Flevoland ; la digue, qui ne sert plus en tant que telle, est conservée. Si l'un des deux polders connaissait des problèmes, l'autre serait préservé ; deux écluses sont situées sur le Hoge Vaart et le Lage Vaart, les canaux faisant la liaison entre les deux polders. 
| \| Localisation du Zuiderzee dans le Monde \| Polder pilote Andijk · (1927) Amsteldiepdijk (1924) Afsluitdijk · (1932) Houtribdijk (1975) Knardijk (1956) Flevoland de l'Est · (1957) Flevoland du Sud · (1967) Noordoostpolder · (1942) Wieringermeer · (1930) IJsselmeer Markermeer Mer des Wadden Marken Urk Schokland Wieringen Amsterdam Hollande du Nord Ultrecht Frise Gueldre Overijssel Récupération Existant Eau douce Eau salée |
| Localisation du Zuiderzee dans le Monde |